# Andreas Hutzel
Andreas Hutzel (* 8. April 1968 in Schorndorf) ist ein deutscher Schauspieler.

## Leben
Seine Ausbildung absolvierte er 1989 bis 1993 an der Hochschule der Künste in Berlin. Danach spielte er am Theater Heilbronn und an verschiedenen Bühnen in Bielefeld. 1998 und 2000 wurde er mit Förderpreisen der Theaterfreunde in Bielefeld und Lübeck ausgezeichnet. Er gehört seit dem Jahr 2000/01 zum festen Ensemble des Theaters Lübeck. Seit dieser Zeit spielt er auch in deutschen Fernsehproduktionen, so ab 2004 in der ZDF-Telenovela Bianca – Wege zum Glück als „Matthias Rüger“.

## Filmografie
- 2000 – Schatten über meiner Ehe
- 2001 – Die Frau, die Freundin und der Vergewaltiger
- 2002 – Wolffs Revier (Fernsehserie, eine Folge)
- 2004/05 – Bianca – Wege zum Glück (Fernsehserie, 174 Folgen)

## Theater
Theater Heilbronn 1993–1995
- 1995 Black Rider – Rolle als Kosinski
- 1995 Die Räuber – Rolle als Schiller

Theater Bielefeld 1995–2000
- Don Juan – Rolle als Don Juan
- Clavigo – Rolle als Carlos
- Lulu – Rolle als Alwa
- Ingeborg – Rolle als C. Goetz

Theater Lübeck seit 2000
- Der Menschenfeind – Philinte
- Das Fest – Kim
- Medea – Erzieher
- Cash... und ewig rauschen die Gelder – Mr. Jenkins
- Marius und Jeanette – Marius
- Außer Kontrolle – Mr. Willey
- Hamlet – Rosencrantz
- Der zerbrochne Krug – Ruprecht
- So behandelt man keine Dame – Morris Brummel
- Emilia Galotti – Odoardo Galotti
- Verständigungsprobe mit Orchester – Dirigent
- Orpheus steigt herab – David Cutere
- Leonce und Lena – Valerio
- Die Feuerzangenbowle – Dr. Hans Pfeiffer
- Die Perser – Bote
- Knock oder Der Triumph der Medizin – Knock
- Shockheaded Peter – Theaterdirektor
- Die Buddenbrooks – Thomas Buddenbrook
- Macbeth – Macbeth
- Nathan der Weise – Nathan
- Cabaret –  Conférencier